# Список картин Алексея Саврасова
Данная статья содержит информацию о живописных произведениях русского художника Алексея Кондратьевича Саврасова (1830—1897).

## Комментарии
1. ↑  У Мальцевой ошибочно отнесено к 1856 г.
2. ↑  У Мальцевой отнесено к произведениям, атрибуция которых нуждается в дальнейшем уточнении.
3. ↑  У Мальцевой не датировано и отнесено к произведениям, атрибуция которых нуждается в дальнейшем уточнении.
4. ↑  У Мальцевой название: «Село Бо́лгары. Руины (“Чёрная палата”)».
5. ↑  У Мальцевой отнесено к 1872 г.; название: «Село Бо́лгары. Руины (“Малый минарет” и “Белая палата”)».
6. ↑  У Мальцевой отнесено к произведениям, время исполнения которых не установлено.
7. ↑  У Мальцевой размеры: 57,6 × 89,2.
8. ↑  У Мальцевой заглавие: «Закат».
9. ↑  У Мальцевой отнесено к произведениям, время исполнения которых не установлено.
10. ↑  У Мальцевой название: «Осенний вечер. Деревушка у ручья», отнесено к 1880–1890-м гг.
11. ↑  Примечание к авторской подписи: «третья цифра в дате полустёрта, в музее прочтена как 1879». Музейная датировка по сей день воспроизводится в источниках, также указываются неверные размеры: 95 × 62.
12. ↑  У Мальцевой название: «Осенний день (Старая кутузовская изба?)»; музейное название взято с дореволюционной почтовой открытки.
13. ↑  У Мальцевой название: «Пейзаж».
14. ↑  У Мальцевой название: «Отдых чумаков у реки».